# Horní Stropnice
Horní Stropnice település Csehországban, a České Budějovice-i járás>ban. Horní Stropnice Žár, Pohorská Ves, Nové Hrady, Kamenná és Benešov nad Černou településekkel határos. Lakosainak száma 1484 fő (2024. január 1.).

## Népesség
A település lakosságának változását az alábbi diagram mutatja:
| Lakosok száma | 6307 | 6151 | 5470 | 1869 | 1597 | 1548 | 1485 | 1475 | 1470 | 1484 |
|               | 1869 | 1890 | 1921 | 1950 | 1980 | 2001 | 2017 | 2019 | 2022 | 2024 |